# 理查·尼爾
理查·尼爾（英語：Richard Neal；1949年2月14日—）是美国的一位政治人物。自2013年開始，他是馬薩諸塞州第1選舉區選出的美國眾議院議員。他的黨籍是民主黨。他曾經擔任春田市的市長。